# Погоризонтна підготовка шахтного поля

Погоризонтна підготовка шахтного поля — відрізняється тим, що шахтне поле за падінням поділяється головними (магістральними) штреками на виїмкові ступені (горизонти), які, в свою чергу, за простяганням поділяються на виїмкові смуги. 

## Загальний опис
Відпрацювання виїмкових смуг здійснюється за падінням або підняттям. У кожній смузі може бути одна або дві лави. Підготовка пласта починається з проведення на рівні основного горизонту двох головних штреків — польового і пластового. Біля верхньої технічної межі проводиться головний польовий вентиляційний штрек, головний польовий відкатний штрек, призначений для транспортування видобутого вугілля, обладнується звичайно електровозною відкаткою. По пластовому штреку доставляються матеріали та устаткування. Від головного пластового штреку проводяться конвеєрний бремсберґ і вентиляційний хідник, які оконтурюють з двох боків виїмковий стовп (смугу). Відстань між похилими виробками визначається довжиною лави і змінюється у широких межах — від 100 до 230 м. Довжина виїмкових стовпів приймається від 1000 до 1800—2000 м. Біля верхньої межі шахтного поля похилі виробки з'єднуються розрізним просіком. Очисний вибій переміщуватиметься вниз за падінням. При великому обводненні порід стовпи краще відробляти лавами, що рухаються за підняттям.
Порядок відпрацювання бремсберґової частини шахтного поля прямий, тобто виїмкові стовпи виробляються послідовно від центра шахтного поля до його меж. У похилій частині шахтного поля рекомендується зворотний порядок відробки виїмкових стовпів, але оскільки вентиляційно-дренажні штреки проводяться від середини шахтного поля, то і тут часто застосовується теж прямий порядок, як і у бремсберґовому полі. Головні переваги погоризонтної підготовки: порівняно менший, ніж за іншими способами, питомий (на 1000 т видобутку вугілля) обсяг робіт по проведенню підготовчих виробок; можливість забезпечення постійної довжини лави незалежно від зміни гіпсометрії пласта, що дуже важливо для комплексно-механізованих лав; простота підготовки та схем транспортування вугілля і провітрювання. Основний недолік — складніше проведення та експлуатація похилих виробок великої довжини, особливо це стосується допоміжного транспорту.
Погоризонтна підготовка дістала широке застосування на шахтах Донецького, Карагандинського та Печорського басейнів на пластах з кутом падіння до 10°, тому що саме в цих умовах можливе ефективне виймання вугілля в розташованих горизонтально лавах з допомогою механізованих комплексів сучасних конструкцій. Застосування погоризонтної підготовки з посуванням очисного вибою за підняттям обмежується потужністю пласта бл. 2 м, оскільки при збільшенні потужності посилюється віджимання вугілля і підвищується небезпека роботи людей у лаві. При посуванні очисного вибою за падінням потужність може бути будь-яка, але тут обмежуючим чинником є обводнення порід.